# UCI Coupe des Nations Juniors 2019
L'UCI Coupe des Nations Juniors 2019 est la douzième édition de l'UCI Coupe des Nations Juniors. Elle est réservée aux cyclistes de sélections nationales de moins de 19 ans (U19). Elle est organisée par l'Union cycliste internationale. 

## Résultats

### Épreuves
| Date                | Épreuve                                           | Pays         | Vainqueur               | Deuxième                | Troisième                | Leader (nations) |
| ------------------- | ------------------------------------------------- | ------------ | ----------------------- | ----------------------- | ------------------------ | ---------------- |
| 15 mars             | Championnat d'Océanie du contre-la-montre juniors | Australie    | Finn Fisher-Black (NZL) | Laurence Pithie (NZL)   | Alexander White (NZL)    | Nouvelle-Zélande |
| 16 mars             | Championnat d'Océanie sur route juniors           | Australie    | Finn Fisher-Black (NZL) | Sebastian Barrett (AUS) | Josh Lane (NZL)          | Nouvelle-Zélande |
| 17 mars             | Championnat d'Afrique du contre-la-montre juniors | Éthiopie     | Hagos Reda              | Metkel Misgun           | Gezaye Reda              | Nouvelle-Zélande |
| 18 mars             | Championnat d'Afrique sur route juniors           | Éthiopie     | Renus Byiza Uhiriwe     | Yoel Asmerom            | Yohannes Ghebrehiwet     | Nouvelle-Zélande |
| 24 avril            | Championnat d'Asie du contre-la-montre juniors    | Thaïlande    | Maxim Popugayev         | Tullatorn Sosalam       | Behzodbek Rakhimbaev     | Nouvelle-Zélande |
| 26 avril            | Championnat d'Asie sur route juniors              | Thaïlande    | Tullatorn Sosalam       | Behzodbek Rakhimbaev    | Orken Slamzhanov         | Nouvelle-Zélande |
| 31 mars             | Gand-Wevelgem juniors                             | Belgique     | Quinn Simmons           | Lewis Askey             | Samuel Watson            | États-Unis       |
| 14 avril            | Paris-Roubaix juniors                             | France       | Hidde Van Veenendaal    | Hugo Toumire            | Lars Boven               | États-Unis       |
| 9-12 mai            | Course de la Paix juniors                         | Tchéquie     | Hugo Toumire            | Maurice Ballerstedt     | Andrea Piccolo           | Allemagne        |
| 25-26 mai           | Trophée Centre Morbihan                           | France       | Michel Hessmann         | Samuel Watson           | Oskar Myrestøl Johansson | Allemagne        |
| 30 mai-2 juin       | Tour du Pays de Vaud                              | Suisse       | Marco Brenner           | Lars Boven              | William Blume Levy       | Allemagne        |
| 20-23 juin          | Saarland Trofeo                                   | Allemagne    | Hannes Wilksch          | Marco Brenner           | Maurice Ballerstedt      | Allemagne        |
| 13-14 juillet       | Grand Prix Général Patton                         | Luxembourg   | Marco Brenner           | Hugo Toumire            | Maurice Ballerstedt      | Allemagne        |
| 16-21 juillet       | Tour de l'Abitibi                                 | Canada       | Michael Garrison        | Matthew Riccitello      | Lukas Carreau            | Allemagne        |
| 7 août              | Championnat d'Europe du contre-la-montre juniors  | Pays-Bas     | Andrea Piccolo          | Lars Boven              | Enzo Leijnse             | Allemagne        |
| 9 août              | Championnat d'Europe sur route juniors            | Pays-Bas     | Andrii Ponomar          | Maurice Ballerstedt     | Andrea Piccolo           | Allemagne        |
| 30 août-3 septembre | Tour de DMZ                                       | Corée du Sud | Veeti Vainio            | Jelte Krijnsen          | Aidan McNeil             | Allemagne        |
| 23 septembre        | Championnat du monde du contre-la-montre juniors  | Royaume-Uni  | Antonio Tiberi          | Enzo Leijnse            | Marco Brenner            | Allemagne        |
| 26 septembre        | Championnat du monde sur route juniors            | Royaume-Uni  | Quinn Simmons           | Alessio Martinelli      | Magnus Sheffield         | Allemagne        |

### Classement final par nations
| #  | Pays            | Pts. |
| -- | --------------- | ---- |
| 1  | Allemagne       | 240  |
| 2  | États-Unis      | 178  |
| 3  | Italie          | 158  |
| 4  | France          | 139  |
| 5  | Pays-Bas        | 120  |
| 6  | Norvège         | 117  |
| 7  | Danemark        | 110  |
| 8  | Grande-Bretagne | 103  |
| 9  | Tchéquie        | 66   |
| 10 | Ukraine         | 63   |